# AEK Atenas
El Athlitikí Énosis Konstantinoupóleos (en griego, Αθλητική Ένωσις Κωνσταντινουπόλεως; traducido literalmente como Unión Atlética de Constantinopla), conocido simplemente por sus siglas A. E. K. o su transliteralización de A. E. K. de Atenas, es una entidad polideportiva con sede en Atenas, Grecia. Posee numerosas disciplinas deportivas diferentes, tanto a nivel amateur como profesional, merced a las cuales es considerada como una de las mayores organizaciones deportivas de Grecia y entre las que destacan sus secciones de fútbol y baloncesto.
Fundada el 13 de abril de 1924 como club de fútbol por refugiados griegos de Constantinopla (actual Estambul), movilizados durante la Guerra Greco-Turca; pronto amplió su actividad a otras disciplinas deportivas.Panos Makridis. Athlitiki Iho Newspaper (1953). The history of AEK.

## Fútbol
La sección de fútbol, conocida como P. A. E. Athlitikí Énosis Konstantinoupóleos, o en sus versiones transliteralizadas más simples, disputa sus encuentros en el Estadio Olímpico de Atenas, con capacidad para 75.000 espectadores. Es junto a la sección de baloncesto la más reconocida y laureada de la entidad con una treintena de títulos a nivel nacional.

## Baloncesto
La sección de baloncesto, conocida como K. A. E. Athlitikí Énosis Konstantinoupóleos, o en sus versiones transliteralizadas más simples, es el segundo club de baloncesto más importante de Atenas tras el Panathinaïkós, y el cuarto club griego en número de campeonatos nacionales conquistados, tras el mencionado Panathinaïkós, Aris y Olympiakós.

## Balonmano

### Masculino
- EHF Challenge Cup: Finalista 2018.[4]
- 3 Campeonato de Grecia: 2011, 2013, 2020
- 3 Copas de Grecia: 2009, 2013, 2014, 2021

## Voleibol

### Masculino
- Copa CEV 3° lugar : 2000.
- 1 Copa de la Liga de Grecia: 2014

### Femenino
- 1 Campeón de Grecia: 2012
- 1 Supercopa de Grecia: 2012
- 1 Campeón de Copa de Grecia: 2023

## Fútbol sala

### Masculino
- 1 Liga griega de fútbol sala: 2019
- 1 Copa griega de fútbol sala: 2018
- 2 Supercopa de Grecia: 2018, 2019

### Femenino
- 1 Liga griega de fútbol sala: 2019